# Bill Lomas
Bill Lomas (8. března 1928 – 14. srpna 2007) byl anglický motocyklový závodník. Narodil ve vesnici Milford v anglickém hrabství Derbyshire. Byl členem továrního týmu Moto Guzzi a v letech 1955 a 1956 vyhrál Mistrovství světa silničních motocyklů v kategorii 350 cm³. Závodil také v kategoriích 125, 250 a 500. Byl rovněž dvojnásobným vítězem závodu Isle of Man TT (1955). Později napsal autobiografickou knihu nazvanou Bill Lomas: World Champion Road Racer. Zemřel ve městě Mansfield po komplikacích po infarktu ve věku 79 let.